# 塔彭多夫
塔彭多夫是德国石勒苏益格－荷尔斯泰因州的一个市镇。总面积6.69平方公里，总人口345人，其中男性180人，女性165人（2011年12月31日），人口密度52人/平方公里。